# Weltmeisterschaften im Modernen Fünfkampf 1989
1989 fanden die Weltmeisterschaften im Modernen Fünfkampf bei den Herren in Budapest, Ungarn, und bei den Damen in Wiener Neustadt, Österreich, statt. Erstmals wurde bei den Herren ein Staffelwettbewerb eingeführt.

## Herren

### Einzel
| Platz | Land             | Sportler      |
| ----- | ---------------- | ------------- |
| 1     | Ungarn           | László Fábián |
| 2     | Ungarn           | Attila Mizsér |
| 3     | Tschechoslowakei | Petr Blažek   |

### Mannschaft
| Platz | Land             | Sportler                                                    |
| ----- | ---------------- | ----------------------------------------------------------- |
| 1     | Ungarn           | László Fábián Attila Mizsér János Martinek                  |
| 2     | Sowjetunion      | Anatoli Starostin Wachtang Iagoraschwili Leonid Witoslawski |
| 3     | Tschechoslowakei | Milan Kadlec Tomáš Fleissner Peter Blažek                   |

### Staffel
| Platz | Land           | Sportler                                              |
| ----- | -------------- | ----------------------------------------------------- |
| 1     | Ungarn         | Attila Kálnoki Kis Attila Mizsér Gábor Martinek       |
| 2     | BR Deutschland | Nico Motchebon Ulrich Czermak Uwe Zimmer              |
| 3     | Sowjetunion    | Anatoli Starostin Wachtang Iagoraschwili Oleg Plaksin |

## Damen

### Einzel
| Platz | Land               | Sportlerin       |
| ----- | ------------------ | ---------------- |
| 1     | Vereinigte Staaten | Lori Norwood     |
| 2     | Ungarn             | Irén Kovács      |
| 3     | Frankreich         | Caroline Delemer |

### Mannschaft
| Platz | Land               | Sportlerinnen                                              |
| ----- | ------------------ | ---------------------------------------------------------- |
| 1     | Polen              | Dorota Idzi Iwona Kowalewska Anna Sulima                   |
| 2     | Vereinigte Staaten | Lori Norwood Kim Arata Teresa Lewis                        |
| 3     | Italien            | Barbara Boccolari Fabrizia Alessandrini Frederica Foghetti |

## Medaillenspiegel
| Platz | Land               | Goldmedaille | Silbermedaille | Bronzemedaille |
| 1     | Ungarn             | 3            | 2              | –              |
| 2     | Vereinigte Staaten | 1            | 1              | –              |
| 3     | Polen              | 1            | –              | –              |
| 4     | Sowjetunion        | –            | 1              | 1              |
| 5     | BR Deutschland     | –            | 1              | –              |
| 6     | Tschechoslowakei   | –            | –              | 2              |
| 7     | Frankreich         | –            | –              | 1              |
| 7     | Italien            | –            | –              | 1              |